# Rezé
Rezé is een gemeente in het Franse departement Loire-Atlantique (regio Pays de la Loire). De gemeente telde 43.349 inwoners op 1 januari 2022. De plaats maakt deel uit van het arrondissement Nantes en van het gemeentelijk samenwerkingsverband Nantes Métropole. 
In de gemeente vormt de 'cité radieuse' of 'maison radieuse' van Le Corbusier een bezienswaardigheid.

## Geschiedenis

### Ratiatum

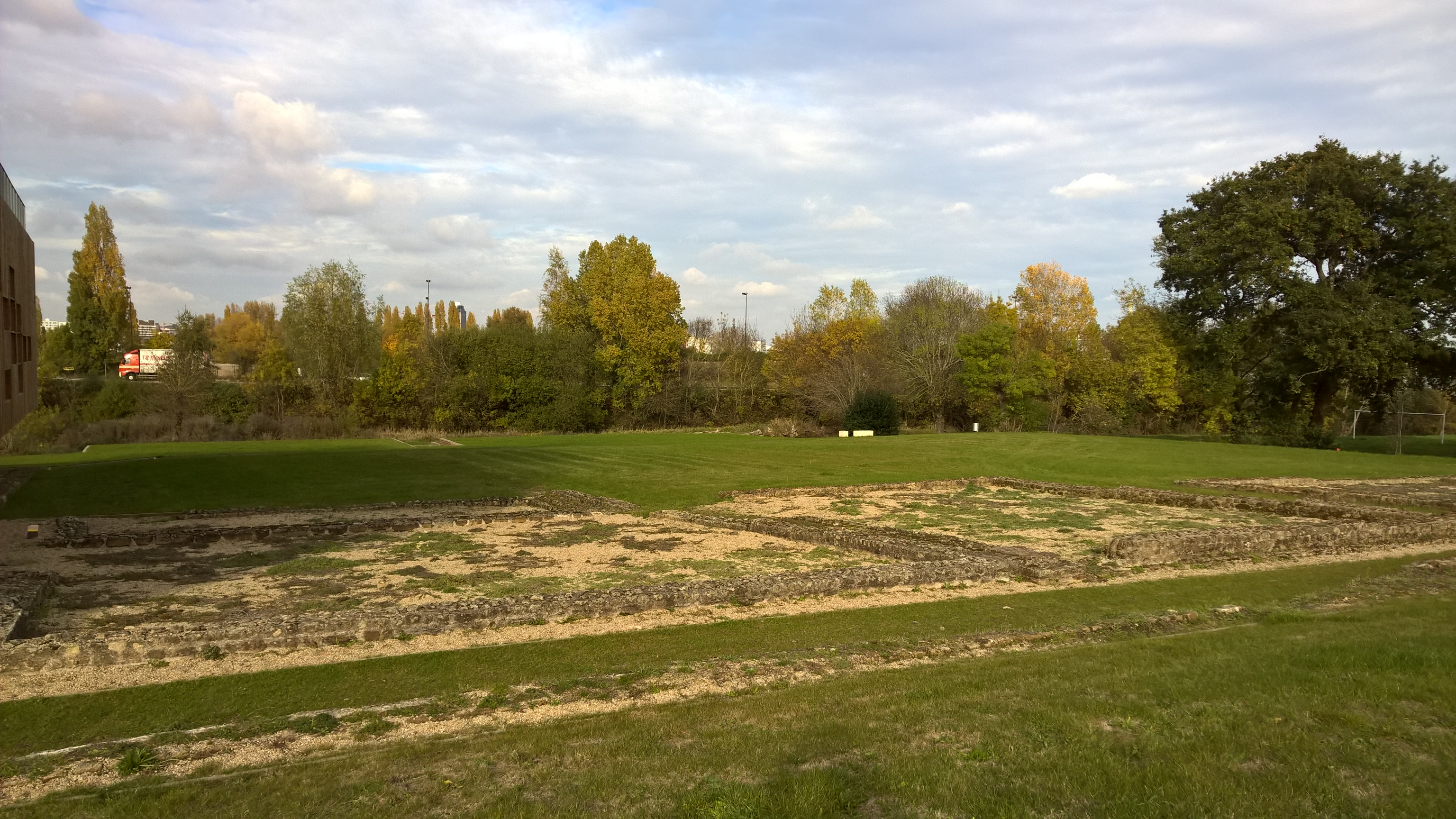
Archeologische site van Ratiatum

De stad Ratiatum werd gesticht door de Romeinen in de eerste decennia van de eerste eeuw. Zij nodigden leden van de Gallische stam van de Pictones uit om zich hier te vestigen op de zuidelijke oever van de Loire. Zo ontstond een nieuwe stad in Gallia Aquitania tegenover Condevicnum (Nantes) in Gallia Lugdunensis. De stad bloeide dankzij haar rivierhaven en strekte zich tijdens haar hoogtepunt in de tweede eeuw uit over een kilometer langs de Loire en was 300 meter breed. Tegen het einde van de derde eeuw was de bloeitijd van de stad voorbij. Het christendom deed zijn intrede in de streek. Bisschop Adelphius van Ratiate nam in 511 deel aan het Concilie van Orléans.

### Van Ratiate naar Rezé
Nantes overvleugelde Ratiate helemaal en in 851 werd de plaats opgenomen in het graafschap Nantes. Rezé werd een burggraafschap. Rezé was niet meer dan een dorp en een parochie die een veertigtal gehuchten verenigde. De bevolking leefde van de landbouw, vooral de wijnbouw, al waren er ook vissers en bootslieden. In de 18e eeuw bouwden rijke burgers uit Nantes buitenhuizen in Rezé.

### Moderne tijd
Aan het begin van de 19e eeuw begon de industriële ontwikkeling van de gemeente met als centrum de plaats Pont-Rousseau. Het spoorwegstation, dat bij de aanleg van de spoorlijn Nantes-Bordeaux aan de neus van Rezé was voorbijgegaan, kwam er in de 20e eeuw toch. De spoorlijn Rezé - Pornic werd geopend. Ook reed de tram van Nantes door de gemeente. De gemeente groeide en verstedelijkte verder. Oude kasteeldomeinen werden verkaveld om plaats te maken voor arbeiderswoningen. De groei stopte in de jaren 1980 maar hernam in de jaren 1990. De bouw van de brug Pont des Trois-Continents, de komst van de nieuwe tram en de aanleg van de ringweg rond Nantes (périphérique) gaven een nieuwe impuls aan de gemeente. Voor de groei werd verder gebouwd in het zuiden van de gemeente.

#### Politiek
In de jaren 1950 was de gaullist Georges Bénézet burgemeester. Hij besliste tot de bouw van de 'cité radieuse'. In 1959 kwam de socialistische burgemeester Alexandre Plancher aan het roer. Hij bleef aan de macht tot zijn dood in 1978 en onder zijn bestuur groeide de gemeente sterk. Hij werd opgevolgd door zijn partijgenoot Jacques Floch, die gedurende twintig jaar burgemeester bleef.

## Geografie
De oppervlakte van Rezé bedroeg op 1 januari 2022 13,78 vierkante kilometer; de bevolkingsdichtheid was toen 3.145,8 inwoners per km². De gemeente ligt op de linkeroever van de Loire. Het noorden van de gemeente bestaat uit de voormalige riviereilanden Haute-Île, Basse-Île, Trentemoult en Norkiouse. In het verleden werd de gemeente regelmatig getroffen door overstromingen van de Loire. Dit was het geval in 1872, 1904, 1906 en in 1910.
De onderstaande kaart toont de ligging van Rezé met de belangrijkste infrastructuur en aangrenzende gemeenten.

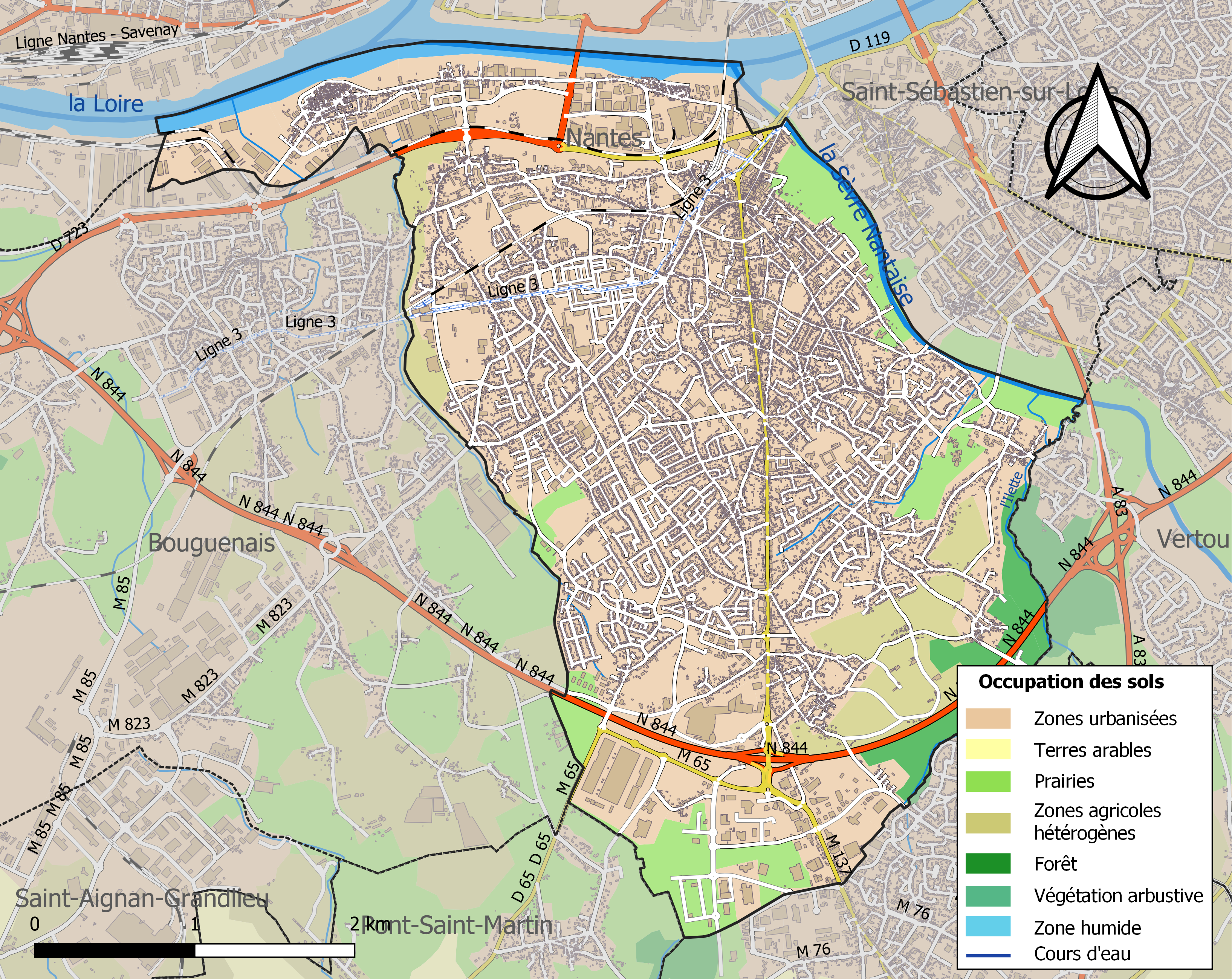

## Verkeer en vervoer

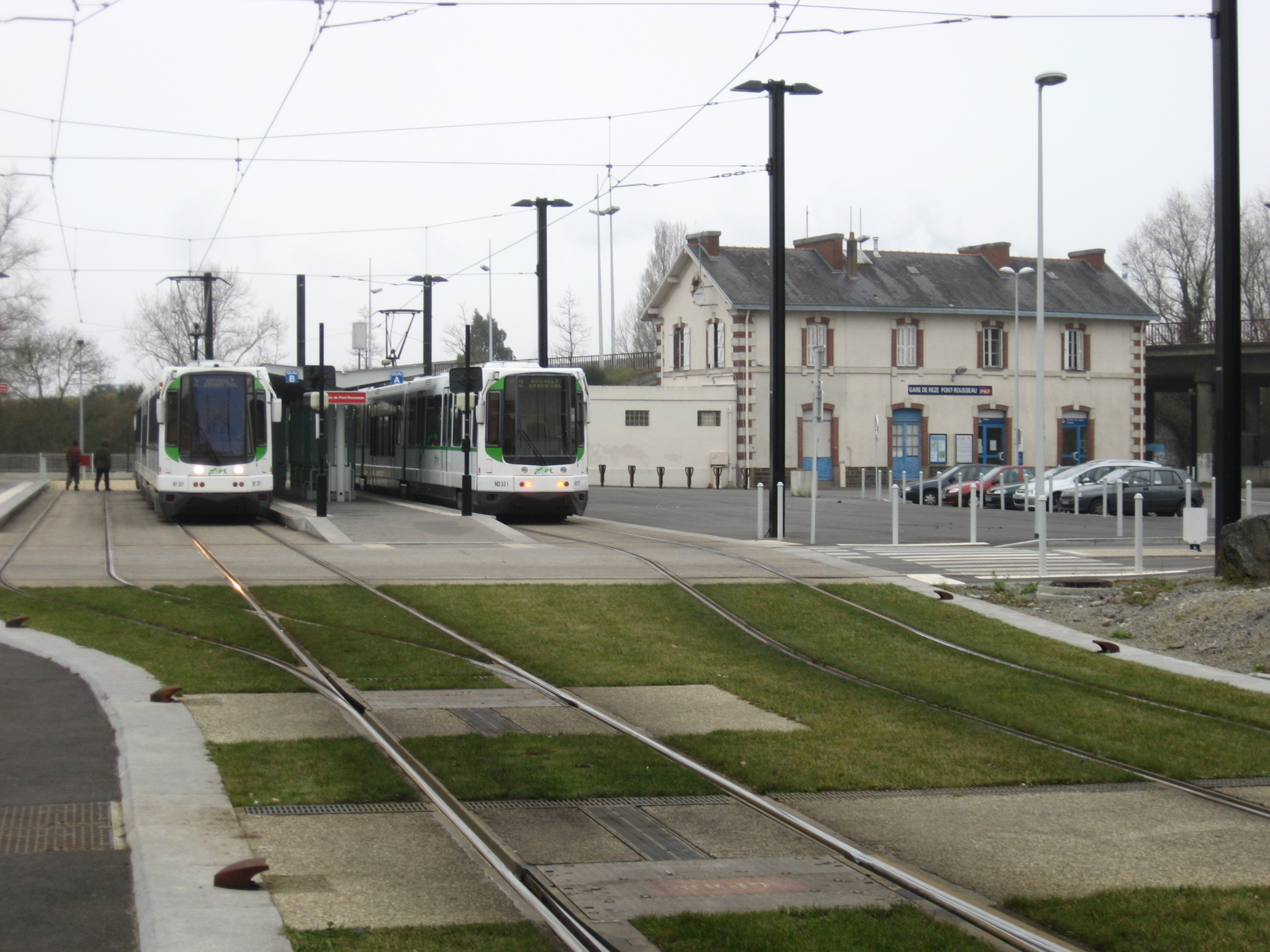
Trams bij het Station Rezé-Pont-Rousseau

In de gemeente ligt spoorwegstation Rezé-Pont-Rousseau.
Lijnen 2 en 3 van de tram van Nantes lopen door de gemeente.

## Demografie
In 1876 telde de gemeente 6.849 inwoners en in 1911 al 9.424 inwoners. In 1936 waren er 13.499 inwoners. De bevolking daalde in de jaren 1980 om te stabiliseren in het volgende decennium. Tegen het einde van de jaren 1990 volgde een nieuwe sterke groei.
Onderstaande figuur toont het verloop van het inwonertal (bron: INSEE-tellingen).